# L'avventura della casa vuota
L'avventura della casa vuota (o La casa vuota), uno dei 56 racconti che vedono protagonista Sherlock Holmes scritti dall'autore britannico sir Arthur Conan Doyle, è una delle 13 storie raccolte nel volume intitolato Il ritorno di Sherlock Holmes.
Questa è la prima storia ambientata dopo la presunta morte di Holmes alle Cascate di Reichenbach, come riportato ne L'ultima avventura. Il mastino dei Baskerville è ambientato in un'epoca precedente ai fatti del Reichenbach. La pressione del pubblico spinse Conan Doyle a riportare in vita il famoso investigatore. L'autore proprio in questo racconto spiega come Holmes sia miracolosamente sopravvissuto nello scontro mortale avuto con il professor Moriarty.

## Trama

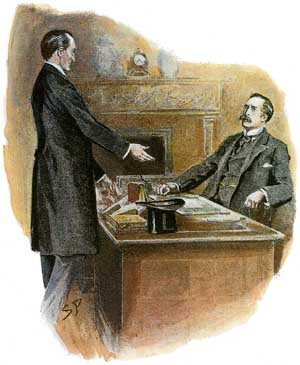
Watson sbigottito dinanzi ad Holmes

La storia inizia con un omicidio – il cosiddetto "mistero di Park Lane" – ovvero l'uccisione, apparentemente senza motivo, di Ronald Adair, figlio secondogenito del Conte di Maynooth, governatore di una colonia australiana. La madre di Adair era tornata dall'Australia per sottoporsi a un intervento chirurgico di cataratta e viveva con il figlio Ronald e la figlia Hilda nella sua casa a Parker Lane.
Recentemente la vittima aveva avuto una relazione con Edith Woodley, ma i loro rapporti erano finiti consensualmente e questo avvenimento non aveva suscitato alcuna conseguenza sospettosa. Era infatti un uomo di abitudini composte, di temperamento freddo e amante del gioco: quest'ultima abitudine però non gli procurava problemi economici. Era molto fortunato nel gioco e non scommetteva somme ingenti. Giocava in alcuni club come il Bladwin, il Cavendish e il Bagatelle Card Club e le testimonianze dei presenti la sera del suo delitto non hanno fruttato. Le autorità perciò sono perplesse: sembra infatti che il giovane non avesse alcun nemico. Il cadavere era stato trovato nel suo studio. La finestra della stanza era aperta mentre la porta era chiusa a chiave. Adair al momento della morte sembrava essere intento a fare dei conti: ciò era testimoniato dal fatto che la Polizia aveva trovato sulla scrivania delle carte su cui era scritta una serie di cifre oltre a una certa somma di danaro probabilmente vinta quella sera. Dall'inchiesta era emerso che Roland Adair ultimamente aveva vinto in società con il Colonnello Sebastian Moran oltre 420 sterline a discapito di sir John Hardy e del signor Murray. L'omicidio non poteva essere avvenuto a scopo di rapina in quanto nulla era stato rubato. Probabilmente per la restituzione della vincita effettuata dalla coppia Moran-Adair e la denuncia di Adair al circolo per quanto concerne la moralità e la regolarità del gioco del colonnello. Come detto la stanza era chiusa a chiave dall'interno. L'unica altra via per la quale si sarebbe potuto raggiungere Adair era la finestra alta 20 piedi (circa 6 metri) da terra ed alla base della quale c'era un cespuglio di crochi in fiore che non portava alcun segno. Non vi era alcun mezzo con il quale l'omicida avrebbe potuto arrampicarsi ed è esclusa la possibilità che sia stato un cecchino a causa della precisione del colpo di pistola e per il fatto che da quel lato della casa c'è uno stazionamento delle carrozze. La casa invece è circondata da un muretto e da una cancellata facilmente scavalcabile. Ronald fu ucciso con un proiettile a punta dolce alla testa. Nessuno nel vicinato ha sentito partire il colpo.
Il narratore, il Dottor Watson, avendo mantenuto un interesse per i fatti di cronaca nera dalla sua antica frequentazione con Holmes, visita la scena del crimine e mentre fa per voltarsi e tornare verso casa (dopo aver ascoltato con disgusto una assurda teoria che un funzionario di polizia stava esponendo ad un capannello di persone), si scontra con un anziano e deforme collezionista di libri facendo cadere a terra alcuni volumi che lo stesso trasportava. Dopo che il dott. Watson si prodiga a raccogliere i libri caduti, l'incontro termina con il vecchio che si volta sprezzante andandosene per la sua strada. Ma non è l'ultima volta che il dottore si trova di fronte a quello strano personaggio. Poco tempo dopo l'uomo fa visita a Watson nel suo studio. Una volta riuscito a distrarre Watson per pochi secondi (facendolo voltare verso la sua libreria per vedere se c'era posto per alcuni libri che il vecchio aveva portato in dono), il pittoresco personaggio si trasforma in Sherlock Holmes. A tale visione Watson perde i sensi e stramazza al suolo.

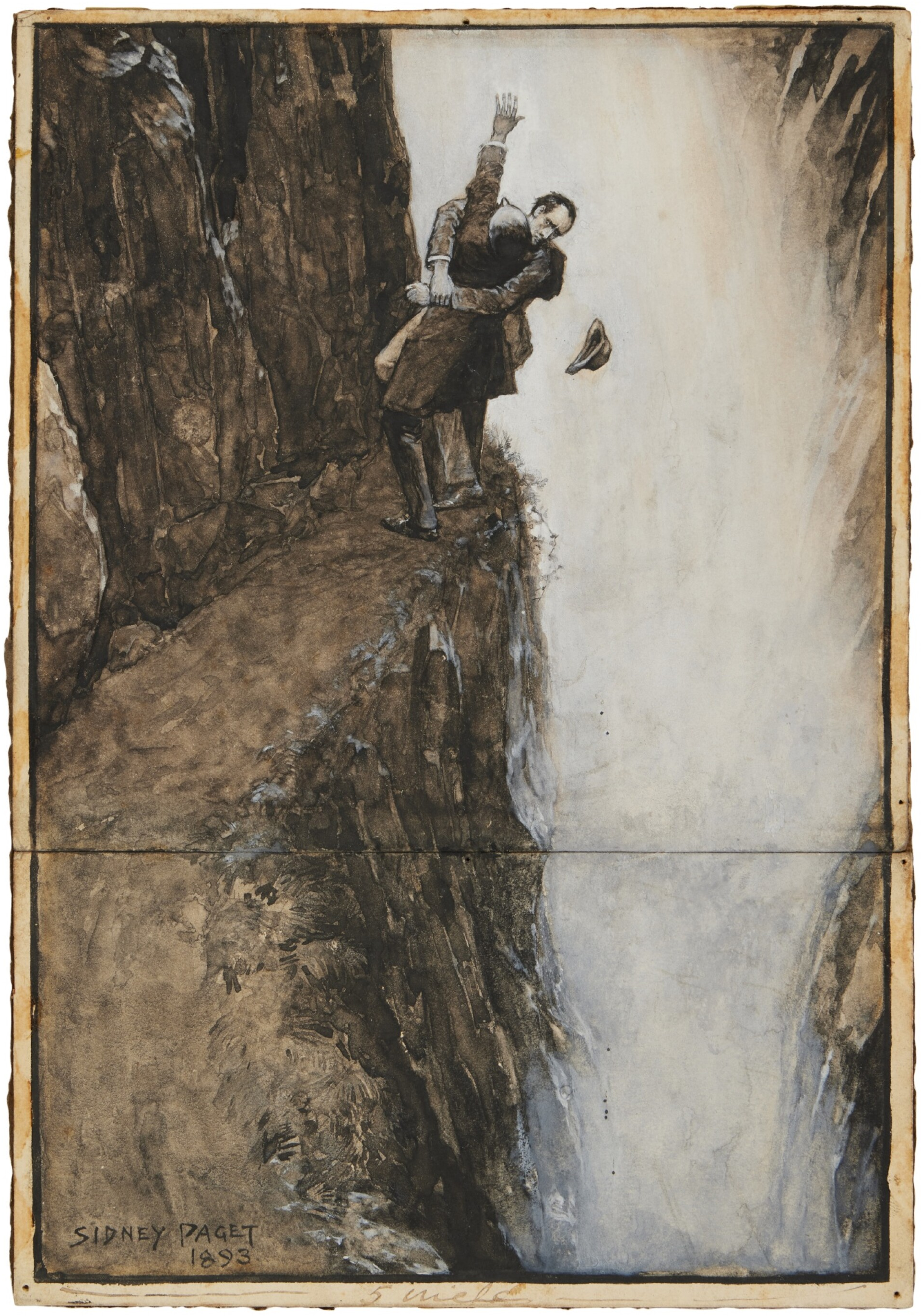
Holmes e Moriarty lottano sulle cascate del Reichenbach Falls. Illustrazione di Sidney Paget.

La successiva parte della storia è caratterizzata dal racconto di come Holmes è sopravvissuto allo scontro con il Professor Moriarty alle cascate del Reichenbach. Contrariamente a ciò che Watson aveva immaginato, Holmes era riuscito, grazie alle sue cognizioni di baritsu, a sfuggire alla stretta del professore, il quale si ritrova sul bordo della voragine tentando strenuamente di rimanere in equilibrio e, non riuscendovi, precipita nell'abisso. Successivamente Holmes tenta di scalare la parete sopra il sentiero che conduce alla cascate per far credere di essere morto. Ciò perché Holmes, una volta scomparso il Professor Moriarty, deve difendersi dagli attacchi dei suoi sodali. In ogni caso uno di loro sa che Holmes è sopravvissuto e tenta di ucciderlo lanciando massi dalla cima della parete ove l'investigatore si sta faticosamente inerpicando. L'investigatore però con la sua abilità riesce a scendere dall'altura rischiando anche di morire e logoro e sanguinante incomincia a viaggiare. Holmes spende i successivi anni viaggiando in varie parti del mondo. Inizialmente raggiunge Firenze dove aveva la sicurezza di non essere riconosciuto da nessuno; di lì arriva fino in Tibet e lì vaga per due anni raggiungendo Lhasa ed incontrando il "Gran Lama". Poi si reca in Persia, alla Mecca ed ha un breve soggiorno presso il Califfo di Khartoum. Infine passa del tempo in ricerche chimiche a Montpellier prima di tornare a Londra, alla notizia della morte di Roland Adair.
Durante tutto questo tempo, gli unici a sapere che Holmes è ancora vivo sono gli accoliti di Moriarty ed il fratello di Holmes, Mycroft, che condivideva con il nostro investigatore l'ottimo intuito e la perfetta logica anche se non le sfruttava come detective. La sola ragione per la quale Sherlock Holmes informa Mycroft della sua sopravvivenza è per garantirsi un po' di denaro per vivere e affinché il fratello mantenga le sue stanze in Baker Street come egli le aveva lasciate.
Tre anni di viaggi non hanno cambiato Holmes più di tanto. Egli continua ad esempio a non avere grande stima nei funzionari di Scotland Yard e di Lestrade in particolare. Ciò è dimostrato dalla battuta che egli rivolge all'ispettore quando questi irrompe sulla scena: "Penso che abbiate bisogno di un po' di aiuto ufficioso...Tre omicidi irrisolti in un anno sono un po' troppi, vero Lestrade...? Ma c'è da dire che lei ha condotto il caso Molesley con un po' meno della sua consueta... Voglio dire l'ha condotto molto bene!"
Ad aver ucciso il giovane Adair è stato il colonnello Moran, un ex ufficiale dell'esercito britannico pluridecorato divenuto complice di Moriaty. L'omicidio è stato possibile grazie alle abilità di questi come cecchino, usando un fucile ad aria compressa. Holmes, con l'aiuto di Watson, prepara una trappola per catturate Moran e, una volta arrestatolo, ultimo seguace di Moriarty ancora libero, può riprendere la sua vita in Baker Street.